# I. e. 529
Évszázadok: i. e. 7. század – i. e. 6. század – i. e. 5. század
Évtizedek: i. e. 570-es évek – i. e. 560-as évek – i. e. 550-es évek – i. e. 540-es évek – i. e. 530-as évek – i. e. 520-as évek – i. e. 510-es évek – i. e. 500-as évek – i. e. 490-es évek – i. e. 480-as évek – i. e. 470-es évek
Évek: i. e. 534 – i. e. 533 – i. e. 532 – i. e. 531 –  i. e. 530 – i. e. 529 – i. e. 528 – i. e. 527 – i. e. 526 – i. e. 525 – i. e. 524

## Események
- Nagy Kürosz hadjárata a szakák és a masszagéták ellen, a hadjáratban a király elesik.

## Trónra lépések
- II. Kambüszész perzsa nagykirály

## Halálozások
- Nagy Kürosz perzsa nagykirály elesik egy keleti hadjáratban